# Lars Rønningen
Lars Rønningen (Oslo, 24 de noviembre de 1965) es un deportista noruego que compitió en lucha grecorromana. Ganó dos medallas en el Campeonato Mundial de Lucha, plata en 1989 y bronce en 1987, y dos medallas de oro en el Campeonato Europeo de Lucha, en los años 1988 y 1992.
Participó en tres Juegos Olímpicos de Verano, entre los años 1984 y 1992, ocupando el séptimo lugar en Barcelona 1992 y el octavo lugar en Los Ángeles 1984. Su hermano Jon también compitió en lucha grecorromana.

## Palmarés internacional
| Campeonato Mundial | Campeonato Mundial         | Campeonato Mundial | Campeonato Mundial |
| Año                | Lugar                      | Medalla            | Categoría          |
| ------------------ | -------------------------- | ------------------ | ------------------ |
| 1987               | Clermont-Ferrand (Francia) | Medalla de bronce  | 48 kg              |
| 1989               | Martigny (Suiza)           | Medalla de plata   | 48 kg              |
| Campeonato Europeo |                            |                    |                    |
| Año                | Lugar                      | Medalla            | Categoría          |
| 1988               | Kolbotn (Noruega)          | Medalla de oro     | 48 kg              |
| 1992               | Copenhague (Dinamarca)     | Medalla de oro     | 48 kg              |